# Nova Taipé
Nova Taipé (em chinês: 新北市; pinyin: Xīnběi Shi, literalmente: "Nova Cidade do Norte") é a maior cidade de Taiwan. Abrange uma grande extensão do litoral norte de Taiwan. Nova Taipé cerca completamente a capital do país, Taipé. É emoldurada pela província de Taiwan em várias direções, a nordeste com Keelung, sudoeste com Taoyuan e sudeste com Yilan. Sua área é 2.052.5667 km² e sua população é 3.923.969 habitantes.5
A cidade de Nova Taipé tinha sido administrada como um condado chamado Condado de Taipé (台北縣) até sua reorganização como um município independente no dia 25 de dezembro de 2010. O nome da nova cidade foi inicialmente traduzido como Xinbei, mas a opinião pública se opôs a essa tradução usando o sistema pinyin, e o novo prefeito Eric Chu (朱立倫) pediu para alterar a tradução para Nova Taipé. O Ministério do Interior (MOI) aprovou o pedido no dia 31 de dezembro.

## Administração
A cidade de Nova Taipé gere 29 distritos. Estes são divididos em moradias, que, por sua vez, são divididas em bairros. Ao todo há 1.017 moradias e 21.683 bairros em Nova Taipé, menos no distrito de Sanzhi, com 23.452 habitantes, estão as Casas UFO, um dos lugares mais assustadores, abandonados, e mais belos do mundo.
- Distrito Bali 八里區
- Distrito Banqiao 板橋區
- Distrito Gongliao 貢寮區
- Distrito Jinshan 金山區
- Distrito Linkou 林口區
- Distrito Luzhou 蘆洲區
- Distrito Pinglin 坪林區
- Distrito Pingxi 平溪區
- Distrito Ruifang 瑞芳區
- Distrito Sanchong 三重區
- Distrito Sanxia 三峽區
- Distrito Sanzhi 三芝區
- Distrito Shenkeng 深坑區
- Distrito Shiding 石碇區
- Distrito Shimen 石門區
- Distrito Shuangxi 雙溪區
- Distrito Shulin 樹林區
- Distrito Taishan 泰山區
- Distrito Tamsui 淡水區
- Distrito Tucheng 土城區
- Distrito Wanli 萬里區
- Distrito Wugu 五股區
- Distrito Wulai 烏來區
- Distrito Xindian 新店區
- Distrito Xinzhuang 新莊區
- Distrito Xizhi 汐止區
- Distrito Yingge 鶯歌區
- Distrito Yonghe 永和區
- Distrito Zhonghe 中和區